# Ерін Амброз
Ерін Амброз (30 квітня 1994 , Keswick, Онтаріо ) — канадська хокеїстка, олімпійська чемпіонка 2022 року, чемпіонка світу (2021).

## Особисте життя
У жовтні 2020 року Амброуз написала статтю для «Hockey Canada», в якій детально описала свою боротьбу з депресією та тривогою, а також розкрила свою гомосексуальність.